# Kähnert
Kähnert ist ein Ortsteil von Möckern im Landkreis Jerichower Land in Sachsen-Anhalt.

## Geographie
Das Dorf liegt drei Kilometer östlich von Grabow in einer offenen Agrarlandschaft. Nur wenige hundert Meter südlich beginnt der Kähnertsche Forst, der, ebenso wie der Ort selbst, in dem 25.063 Hektar großen und sehr waldreichen Landschaftsschutzgebiet (LSG) Möckern-Magdeburgerforth liegt. Das LSG ist ein Teil des Burg-Ziesarer Vorfläming und gehört zum Fläming.

## Geschichte
Im Jahre 1306 wurde der Ort als Konre erstmals erwähnt, er gehörte zur Burgward Grabow.
Im Jahr 1782 hatte der Ort insgesamt 51 Einwohner, so hieß es drei Jahre später in einem Bericht über denselben. Zu dieser Zeit war Kähnert ein adliges und nach Grabow eingepfarrtes Rittergut. Es gehörte einem Herrn von Witzleben und verfügte, neben einer Schäferei, über zehn Feuerstellen, 780 Morgen Acker, 23 Morgen Wiese, elf Morgen Gartenland und zwei kleine Teiche. Darüber hinaus waren 1650 Morgen Kiehnen und Birkenholzung, 630 Morgen Saatenbusch und elf Morgen Nachtweide Teil des Gutes. Auch wurde berichtet, dass die Hütung in der Grabowschen und Reckendorfschen Heide vorgenommen wurde.
Am 30. September 1928 wurde der Gutsbezirk Kähnert mit dem Gutsbezirk Stresow zusammengelegt unter Umwandlung in eine Landgemeinde Stresow.
Noch im Jahre 1931 wird Kähnert mit Forstgut Kähnert als Gemeindeteil von Stresow genannt. Bis zur Eingemeindung am 1. Januar 2010 war das Dorf ein Ortsteil der Gemeinde Grabow, heute ebenfalls ein Ortsteil der Stadt Möckern.

## Bauwerke
Das ehemalige Herrenhaus des Ortes steht unter Denkmalschutz.

## Persönlichkeiten
- Karl Gebhard Anton von Krosigk (1806–1868), Rittmeister a. D. und Vater des preußischen Generalmajors und Mitglied des Abgeordnetenhauses Bernhard Friedrich von Krosigk (1837–1912), wurde hier am  19. Januar 1806 geboren.